# Heidi Johansen (fodboldspiller)
 For alternative betydninger, se Heidi Johansen. (Se også artikler, som begynder med Heidi Johansen)
Heidi Elgaard Johansen (født 9. juni 1983) er en dansk tidligere fodboldspiller, der blandt andet spillede for OB og Fortuna Hjørring samt på det danske landshold.

## Aktiv karriere

### Klub
Heidi Johansen begyndte at spille fodbold i Sønderborg, inden hun i 1999 kom til OB. Her blev hun ret hurtigt en af de bærende kræfter på holdet, der i den periode var et af de dominerende i dansk kvindefodbold. I 2002 blev hun kåret som Årets Kvindelige Fodboldspiller. I 2003 skiftede hun til ligarivalerne fra Fortuna Hjørring, hvor hun var førstevalg i målet, til hun indstillede karrieren i 2013. Undervejs havde hun perioder med skader, og efter at være kommet sig over én af disse var hun kortvarigt udlejet til norske Asker. Hun spillede i alt 190 førsteholdskampe for Fortuna.

### Landshold
Heidi Johansen spillede på flere af de danske ungdomshold, inden hun som blot 17-årig fik A-landsholdsdebut i en venskabskamp mod Tyskland, som Danmark tabte 0-7. Johansen spillede anden halvleg, hvor der kun gik to mål ind. Hun blev snart landsholdets førstevalg på målmandsposten, og hun var således med til at spille slutrunderne om EM i 2001 og 2009 samt VM i 2007. Hun indstillede landsholdskarrieren i 2012 efter at have spillet 80 A-landsholdskampe.

## Senere karriere
Heidi Johansen blev efter indstillingen af den aktive periode målmandstræner for landsholdet, inden hun i slutningen af 2018 blev ansat som målmandstræner for HB Køges herrer med virkning fra 1. januar 2019. Dermed blev hun den første kvindelige træner i dansk professionel herrefodbold.